# Bengt Grafström
Bengt Lennart Frank Grafström, född 28 juli 1946 i Stockholm, är en svensk journalist och TV- och radiopersonlighet.

## Biografi
Grafström, som är enda barn till Lennart Grafström och Hellevi, född Lyon, flyttade 1958 med sina föräldrar från Lidingö till Perstorp.
Efter att ha kommit tvåa i Sveriges Radios discjockeytävling "Pop-pratarparaden" 1967, fick Grafström bland annat äran att vara konferencier på Rolling Stones tredje konsertbesök i Sverige, när de uppträdde på Idrottens Hus i Helsingborg den 25 mars samma år. Han började arbeta på Sveriges Radio i Malmö sommaren 1968 efter studentexamen vid Klippans gymnasium och genomförd militärtjänstgöring vid Älvsborgs Kustartelleriregemente (KA 4) i Göteborg. Grafström var sedan fast anställd på Sveriges Radio/Sveriges Television i Malmö under åren 1969–1994. Därefter arbetar han som frilansjournalist med eget företag.
Grafström genomgick SVT:s första TV-producentutbildning 1969 i samband med starten av TV2 och arbetade som producent bl.a. för originalversionen av TV-programmet Landet runt som då sändes från Malmö. Under hela 1970-talet och fram till mitten av 1980-talet var han programledare i P3 för bland annat Ungdomsredaktionen i Malmö och startade skivönskeprogrammet Lördagsbiten (1976-91). Med radiokollegan Rune Hallberg grundade han livemusik-programmet Fredag med Ungdomsredaktionen i Malmö (1971-79). När Hallberg lämnade producentskapet 1974 tog Grafström över och 1979 bytte sändningsdag och namn på programmet till Onsdagsbiten (1979-85) i Sveriges Radio P3. Sammanlagt blev det runt 600 livemusiksändningar inför publik i studio 7 från Radiohuset på Baltzarsgatan 16 i Malmö, med lika många grupper och solister (typ trubadurer/vismakare). Grafström var även delaktig i upptäckten av sångfyndet Siv Pettersson 1971 (Låt mig få tända ett ljus). Han har under 1980- och främst 90-talet varit vikarierande programledare för radions Ring så spelar vi och Svensktoppen.
Grafström var även delaktig i den lätt galna radiounderhållningsserien Birger Ballongen Bengtssons Bravader i början av 1980-talet tillsammans med Gunnar Bernstrup och Stellan Sundahl.
I början av 1980-talet medverkade Grafström som programledare i ett 40-tal TV-program, bl.a. i samarbete med Danmarks Radio. Det var popfrågesporten "HIT", en tävling mellan lag från Danmark och Sverige, samt popmusikunderhållningen "Öresound" där man också var tidigt ute med att visa "nyheten" musikvideor med olika artister.
Grafström presenterade Melodifestivalen 1988 från Malmö Stadsteater där Tommy Körberg segrade. Grafström var sedan även SVT:s kommentator under Eurovisionssändningen av den internationella finalen från Dublin. Medkommentator var Kåge Gimtell, som varit producent för den svenska finalen i Malmö.
1993 var Grafström med och startade Karlavagnen tillsammans med Lisa Syrén. Grafström var även den som hittade på programnamnet och han var programledare under åren 1993 - 1997.
Under slutet av 1990-talet arbetade Bengt Grafström även med att göra ett flertal program för dåvarande Radio Match i Jönköping.
Mellan åren 2001 och 2013 har han varit bosatt i Borgholm på Öland, och arbetade då bland annat som frilansande programpresentatör för Sveriges Radio P4 Kalmar. Han har mellan åren 1998 och 2014 även varit ansvarig för radioutbildningen vid journalistlinjen på Ädelfors folkhögskola i Holsbybrunn utanför Vetlanda, samt tidigare även på IKD, Institutionen för Kommunikation och Design vid Linnéuniversitetet i Kalmar. Under 2014 undervisade han inom radio även på HLK Jönköping, Högskolan för Lärande och Kommunikation.
Under senare år har Grafström även lett scenprogram med morgonintervjuer av kända och intressanta personligheter inför frukostätande publik. Ursprungligen på Rock City, Campus Hultsfred och från och med 2016 även i Eksjö. Personer som medverkat är bl.a. Lisa Miskovsky, Janne Schaffer, Marika Lagercrantz, Kajsa Bergqvist, Eva Röse, Gunnel Carlson, Martina Haag, Tareq Taylor, Karin Laserow, Carl Jan Granqvist, Lill Lindfors, Lisa Syrén m.fl...
Sedan 2013 är Grafström bosatt i Eksjö med sin fru.